# Marele Premiu al Arabiei Saudite din 2021
Marele Premiu al Arabiei Saudite din 2021 (cunoscut oficial ca Formula 1 STC Saudi Arabian Grand Prix 2021) a fost o cursă de Formula 1 care s-a desfășurat între 3 și 5 decembrie 2021 pe Circuitul Stradal Djedda, Djedda. Cursa a fost cea de-a douăzeci și una etapă a Campionatului Mondial de Formula 1 din 2021, și cursa inaugurală a Marelui Premiu al Arabiei Saudite. A fost câștigat de Lewis Hamilton de la Mercedes, obținând cea de-a treia victorie consecutivă, fiind urmat de Max Verstappen pe locul 2 și de Valtteri Bottas care a terminat pe locul 3. În urma acestui rezultat, diferența de puncte dintre primii doi pretendenți la titlu, Hamilton și Verstappen, a fost redusă la zero, astfel că ambii pleacă cu același număr de puncte în campionat în ultima etapă de la Abu Dhabi, Verstappen fiind pe primul loc deoarece a obținut mai multe victorii decât Hamilton.

## Clasamente

### Calificări
| Poz.                  | Nr. | Pilot              | Constructor               | Timpi calificări | Timpi calificări | Timpi calificări | Grila finală |
| Poz.                  | Nr. | Pilot              | Constructor               | Q1               | Q2               | Q3               | Grila finală |
| --------------------- | --- | ------------------ | ------------------------- | ---------------- | ---------------- | ---------------- | ------------ |
| 1                     | 44  | Lewis Hamilton     | Mercedes                  | 1:28,466         | 1:27,712         | 1:27,511         | 1            |
| 2                     | 77  | Valtteri Bottas    | Mercedes                  | 1:28,067         | 1:28,054         | 1:27,622         | 2            |
| 3                     | 33  | Max Verstappen     | Red Bull Racing-Honda     | 1:28,285         | 1:27,953         | 1:27,653         | 3            |
| 4                     | 16  | Charles Leclerc    | Ferrari                   | 1:28,310         | 1:28,459         | 1:28,054         | 4            |
| 5                     | 11  | Sergio Pérez       | Red Bull Racing-Honda     | 1:28,021         | 1:27,946         | 1:28,123         | 5            |
| 6                     | 10  | Pierre Gasly       | AlphaTauri-Honda          | 1:28,401         | 1:28,314         | 1:28,125         | 6            |
| 7                     | 4   | Lando Norris       | McLaren-Mercedes          | 1:28,338         | 1:28,344         | 1:28,180         | 7            |
| 8                     | 22  | Yuki Tsunoda       | AlphaTauri-Honda          | 1:28,503         | 1:28,222         | 1:28,442         | 8            |
| 9                     | 31  | Esteban Ocon       | Alpine-Renault            | 1:28,752         | 1:28,564         | 1:28,647         | 9            |
| 10                    | 99  | Antonio Giovinazzi | Alfa Romeo Racing-Ferrari | 1:28,889         | 1:28,616         | 1:28,754         | 10           |
| 11                    | 3   | Daniel Ricciardo   | McLaren-Mercedes          | 1:28,216         | 1:28,668         | N/A              | 11           |
| 12                    | 7   | Kimi Räikkönen     | Alfa Romeo Racing-Ferrari | 1:28,856         | 1:28,885         | N/A              | 12           |
| 13                    | 14  | Fernando Alonso    | Alpine-Renault            | 1:28,944         | 1:28,920         | N/A              | 13           |
| 14                    | 63  | George Russell     | Williams-Mercedes         | 1:28,926         | 1:29,054         | N/A              | 14           |
| 15                    | 55  | Carlos Sainz Jr.   | Ferrari                   | 1:28,236         | 1:53,652         | N/A              | 15           |
| 16                    | 6   | Nicholas Latifi    | Williams-Mercedes         | 1:29,177         | N/A              | N/A              | 16           |
| 17                    | 5   | Sebastian Vettel   | Aston Martin-Mercedes     | 1:29,198         | N/A              | N/A              | 17           |
| 18                    | 18  | Lance Stroll       | Aston Martin-Mercedes     | 1:29,368         | N/A              | N/A              | 18           |
| 19                    | 47  | Mick Schumacher    | Haas-Ferrari              | 1:29,464         | N/A              | N/A              | 19           |
| 20                    | 9   | Nikita Mazepin     | Haas-Ferrari              | 1:30,473         | N/A              | N/A              | 20           |
| Regula 107%: 1:34,182 |     |                    |                           |                  |                  |                  |              |
| Sursa:                |     |                    |                           |                  |                  |                  |              |

### Cursa
| Poz.                                                               | Nr. | Pilot              | Constructor               | Tururi | Timp/Retras | Puncte |
| ------------------------------------------------------------------ | --- | ------------------ | ------------------------- | ------ | ----------- | ------ |
| 1                                                                  | 44  | Lewis Hamilton     | Mercedes                  | 50     | 2:06:15,185 | 26     |
| 2                                                                  | 33  | Max Verstappen     | Red Bull Racing-Honda     | 50     | +21,825     | 18     |
| 3                                                                  | 77  | Valtteri Bottas    | Mercedes                  | 50     | +27,531     | 15     |
| 4                                                                  | 31  | Esteban Ocon       | Alpine-Renault            | 50     | +27,633     | 12     |
| 5                                                                  | 3   | Daniel Ricciardo   | McLaren-Mercedes          | 50     | +40,121     | 10     |
| 6                                                                  | 10  | Pierre Gasly       | AlphaTauri-Honda          | 50     | +41,613     | 8      |
| 7                                                                  | 16  | Charles Leclerc    | Ferrari                   | 50     | +44,475     | 6      |
| 8                                                                  | 55  | Carlos Sainz Jr.   | Ferrari                   | 50     | +46,606     | 4      |
| 9                                                                  | 99  | Antonio Giovinazzi | Alfa Romeo Racing-Ferrari | 50     | +58,505     | 2      |
| 10                                                                 | 4   | Lando Norris       | McLaren-Mercedes          | 50     | +1:01,358   | 1      |
| 11                                                                 | 18  | Lance Stroll       | Aston Martin-Mercedes     | 50     | +1:17,212   |        |
| 12                                                                 | 6   | Nicholas Latifi    | Williams-Mercedes         | 50     | +1:23,249   |        |
| 13                                                                 | 14  | Fernando Alonso    | Alpine-Renault            | 49     | +1 tur      |        |
| 14                                                                 | 22  | Yuki Tsunoda       | AlphaTauri-Honda          | 49     | +1 tur      |        |
| 15                                                                 | 7   | Kimi Räikkönen     | Alfa Romeo Racing-Ferrari | 49     | +1 tur      |        |
| Ab                                                                 | 5   | Sebastian Vettel   | Aston Martin-Mercedes     | 44     | Avarii      |        |
| Ab                                                                 | 11  | Sergio Pérez       | Red Bull Racing-Honda     | 14     | Coliziune   |        |
| Ab                                                                 | 9   | Nikita Mazepin     | Haas-Ferrari              | 14     | Coliziune   |        |
| Ab                                                                 | 63  | George Russell     | Williams-Mercedes         | 14     | Coliziune   |        |
| Ab                                                                 | 47  | Mick Schumacher    | Haas-Ferrari              | 8      | Accident    |        |
| Cel mai rapid tur: Lewis Hamilton (Mercedes) – 1:30,734 (turul 47) |     |                    |                           |        |             |        |
| Sursa:                                                             |     |                    |                           |        |             |        |

| Loc    | 1  | 2  | 3  | 4  | 5  | 6 | 7 | 8 | 9 | 10 | CMRT |
| Puncte | 25 | 18 | 15 | 12 | 10 | 8 | 6 | 4 | 2 | 1  | 1    |

Note
- ^1 – Include un punct pentru cel mai rapid tur.
- ^2 – Max Verstappen a primit o penalizare de cinci secunde pentru că a părăsit pista și a obținut un avantaj. De asemenea, a primit o penalizare de zece secunde după cursă pentru că a provocat o coliziune cu Lewis Hamilton. Poziția sa finală nu a fost afectată de penalizări.[5]
- ^3 – Yuki Tsunoda a terminat pe locul 13, dar a primit o penalizare de cinci secunde pentru că a provocat o coliziune cu Sebastian Vettel.[5]

## Clasamentele campionatelor după cursă
|           | Poz. | Pilot           | Puncte |
| --------- | ---- | --------------- | ------ |
| Unchanged | 1    | Max Verstappen  | 369,5  |
| Unchanged | 2    | Lewis Hamilton  | 369,5  |
| Unchanged | 3    | Valtteri Bottas | 218    |
| Unchanged | 4    | Sergio Pérez    | 190    |
| 1         | 5    | Charles Leclerc | 158    |
| Sursa:    |      |                 |        |

|           | Poz. | Constructor           | Puncte |
| --------- | ---- | --------------------- | ------ |
| Unchanged | 1    | Mercedes              | 587,5  |
| Unchanged | 2    | Red Bull Racing-Honda | 559,5  |
| Unchanged | 3    | Ferrari               | 307,5  |
| Unchanged | 4    | McLaren-Mercedes      | 269    |
| Unchanged | 5    | Alpine-Renault        | 149    |
| Sursa:    |      |                       |        |

- Notă: Doar primele cinci locuri sunt prezentate în ambele clasamente.
- Textul îngroșat indică concurenții care mai aveau șansa teoretică de a deveni Campion Mondial.
- Max Verstappen îl devansează pe Lewis Hamilton datorită faptului că a câștigat mai multe curse (nouă față de opt).